# نيل روبرتسون (لاعب سنوكر)
نيل روبرتسون (بالإنجليزية: Neil Robertson)‏ (11 فبراير 1982) هو لاعب سنوكر أسترالي محترف فاز ببطولة العالم للسنوكر عام 2010.

## روابط خارجية
- نيل روبرتسون على موقع CueTracker.net (الإنجليزية)
- نيل روبرتسون على موقع بطولة العالم للسنوكر (الإنجليزية)
- نيل روبرتسون على موقع اللجنة الأولمبية الصينية (الإنجليزية)